# Seetanah Lutchmeenaraidoo
Seetanah Lutchmeenaraidoo (né le 24 mai 1944) est un homme politique de Maurice.
Il est ministre des affaires étrangères et du commerce extérieur depuis janvier 2017.
Il avait été ministre des finances de 1983 à 1991.